# Beetzendorf
Beetzendorf est une commune allemande située dans l'arrondissement d'Altmark-Salzwedel en Saxe-Anhalt. La commune est, avec Diesdorf, le siège de la communauté d'administration de Beetzendorf-Diesdorf.

## Municipalité

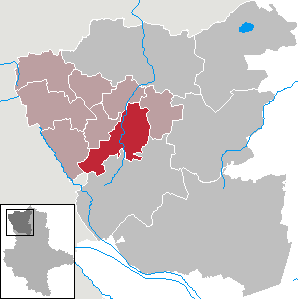
Situation de Beetzendorf dan sl'arrondissement d'Altmark-Salzwedel

La commune comprend les villages et hameaux d'Audorf, Bandau, Groß Gischau, Hohentramm, Jeeben, Käcklitz, Klein Gischau, Mellin, Tangeln, Wohlgemuth.

## Histoire
La commune tient son nom des ruines du château fort de Beetzendorf, mentionné en 1204 et qui passe de la famille von Kröcher à la famille von der Schulenburg, dont il devient le berceau à partir de 1340. Leur nécropole se trouve dans la crypte de l'église Sainte-Marie. 

## Personnalités liées à la ville
- Wilhelm von der Schulenburg (1806-1883), homme politique mort à Beetzendorf.

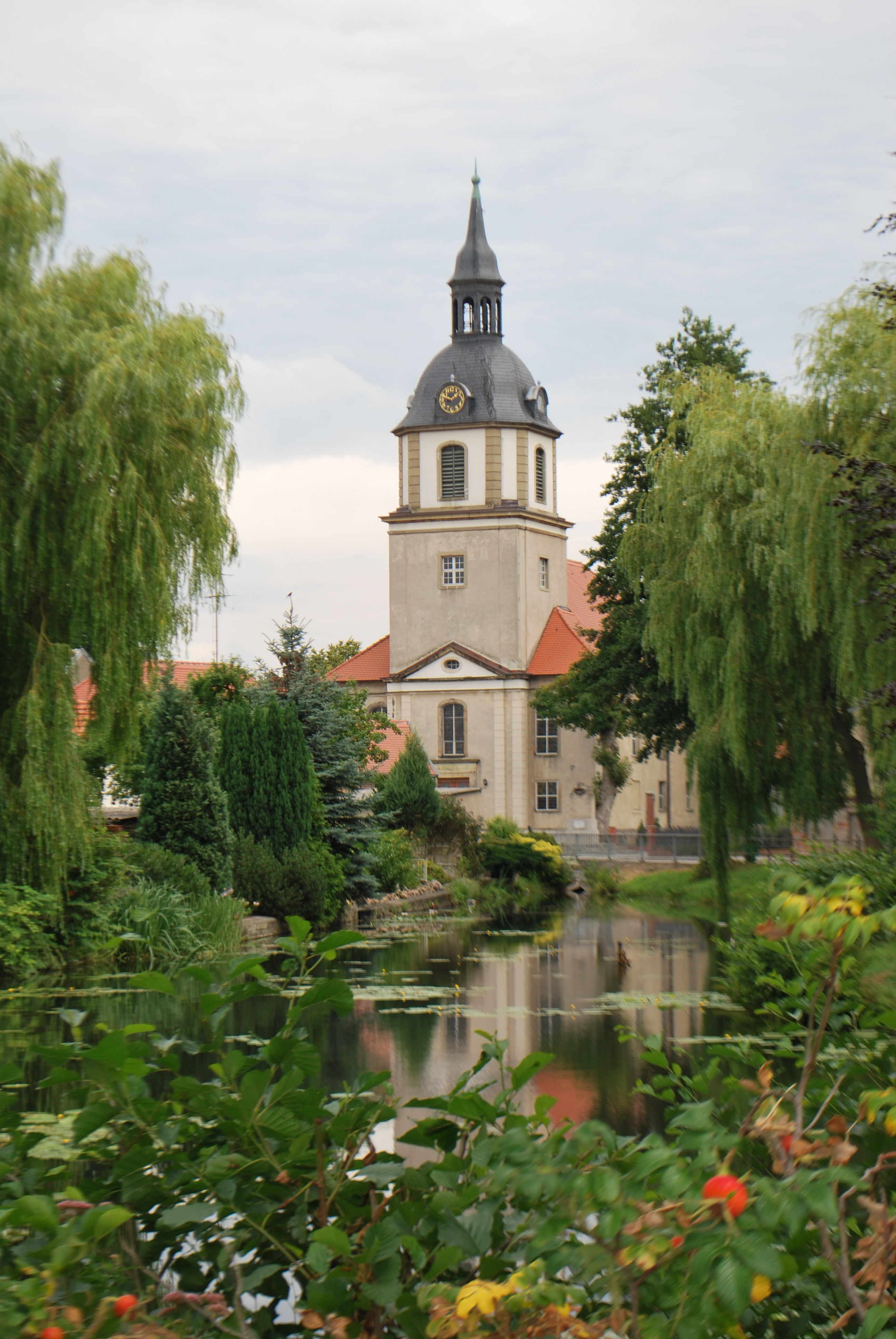
Clocher de l'église luthérienne Sainte-Marie